# Liz Rose
Liz Rose, född Elisabeth Wagner 6 september 1957 i Dallas, Texas, USA, är en amerikansk countrylåtskrivare, känd främst för sitt samarbete med Taylor Swift. Hon har skrivit flera sånger som spelats in av Taylor Swift, bland andra "White Horse", "Teardrops on My Guitar" och "You Belong with Me," som belönades med Grammy Award 2010.

## Biografi
Liz Rose föddes i Dallas och växte upp i Irving, Texas. Rose flyttade sedan till Nashville med sin dåvarande make, Johnny Rose, och började skriva sånger efter att ha en vän föreslagit detta. En av hennes första sånger var "Elisabeth", inspelad av Billy Gilman. År 2003 tog sig Gary Allan med hennes "Songs About Rain" (samskriven med Pat McLaughlin) in bland topp 20 på countrylistorna.
Rose började sedan samarbeted med Taylor Swift 2006 på Taylor Swifts självbetitlade debutalbum, där Liz Rose anges som medkompositör på sju olika sånger. Bland dem återfanns de två första singlarna, "Tim McGraw" och "Teardrops on My Guitar", för vilka hon av SESAC 2007 utsågs till "Årets låtskrivare".
Liz Rose fortsatte samarbetet med Taylor Swift på albumet Fearless från 2008,  med singlarna "White Horse" och "You Belong with Me" samt med titelspåret. "White Horse" fick en Grammy för bästa countrylåt 2010, medan "You Belong with Me" fanns nominerad i kategorin Årets låt.
På Taylor Swifts album Red från 2012 var Liz Rose medkompositör av sången "All Too Well".
Hon har också skrivit musik till svenska countrysångerskan Jill Johnson.
Hennes dotter är countryartisten Caitlin Rose.

### Fotnoter
1. 1 2 3  ”Taking the "Backward" Approach with LIZ ROSE”. larrywayneclark.com. Arkiverad från originalet den 18 september 2009. https://web.archive.org/web/20090918101703/http://www.larrywayneclark.com/lizrose.html. Läst 11 februari 2010.
2. ↑  Joe Edwards (26 januari 2007). ”For teen country star Taylor Swift, the time was just right”. The Seattle Times. Arkiverad från originalet den 7 augusti 2010. https://web.archive.org/web/20100807150218/http://seattletimes.nwsource.com/html/musicnightlife/2003541546_taylor26.html. Läst 11 februari 2010.
3. ↑  Edward Morris (6 november 2007). ”"Tim McGraw" Composer Liz Rose Is SESAC's Songwriter of the Year”. CMT. http://www.cmt.com/news/country-music/1573609/tim-mcgraw-composer-liz-rose-is-sesacs-songwriter-of-the-year.jhtml. Läst 11 februari 2010.
4. ↑  Edward Morris (29 september 2009). ”SESAC Honors Songwriter Liz Rose for Taylor Swift's "You Belong With Me"”. cmt.com. http://www.cmt.com/news/country-music/1622604/sesac-honors-songwriter-liz-rose-for-you-belong-with-me.jhtml. Läst 11 februari 2010.
5. ↑  Sara D. Anderson (31 januari 2010). ”'White Horse' wins best country song — Grammys 2010”. AOL Radio Blog. http://www.aolradioblog.com/2010/01/31/white-horse-wins-best-country-song-grammys-2010/. Läst 11 februari 2010.
6. ↑  ”2010 Nominees”. Grammy.com. Arkiverad från originalet den 3 maj 2012. https://web.archive.org/web/20120503164723/http://www.grammy.com/nominees. Läst 12 februari 2010.
7. ↑  ”Red”. Taylor Swift.com. Arkiverad från originalet den 17 oktober 2012. https://web.archive.org/web/20121017152800/http://taylorswift.com/releases/red. Läst 24 oktober 2012.
8. ↑  ”Jill Johnson flirtar med katastrofen”. Allehanda.se. 28 september 2011. Arkiverad från originalet den 4 mars 2016. https://web.archive.org/web/20160304061012/http://www.allehanda.se/noje/jill-johnson-flirtar-med-katastrofen. Läst 5 februari 2014.
9. ↑  ”La vie en Rose”. The Independent. 25 juli 2010. http://www.independent.co.uk/arts-entertainment/music/features/la-vie-en-rose-caitlin-rose-gives-us-a-tour-of-her-nashville-home-town-2034064.html. Läst 26 augusti 2010.